# ビー・エス・コミュニケーションズ
株式会社ビー・エス・コミュニケーションズ（BS Communications Corporation）は、かつて存在した日本の委託放送事業者。「BSC」（ビーエスシー）→「BSラジオNIKKEI」（ビーエスラジオニッケイ）の名称で、BSデジタル放送の委託放送業務を行っていた。

## 概要
2000年12月1日に放送開始。「BSラジオNIKKEI」の名称は、2004年4月1日から使用している。国の方策としてBSデジタル放送はハイビジョンテレビを中心に普及を図っていくこととなり、2006年3月31日をもって終了した。
現在は、公式ホームページも閉鎖されている。
株式会社日本経済新聞社が間接所有を合わせて36%、同社の持分法適用関連会社である株式会社日経ラジオ社が33%の議決権を持ち、両社の持分法適用関連会社である。
これと入れ替わる形で、2002年4月から4年間、原則平日の放送を休止していた地上波短波放送の第2放送が2006年4月から平日の放送を再開するようになった（ただし、2009年4月から後述の中断期間を挟んで、2013年6月までの市況放送は第1・2同時サイマル放送。2011年4月 - 同年12月は、東日本大震災による節電・省エネのため平日の放送休止があった）。

## 資本構成
2003年3月31日時点。出典：
| 資本金 | 発行済株式総数 | 株主数 |
| ------ | -------------- | ------ |
| 2億円  | 4,000株        | 9      |

| 株主             | 株式数  | 比率  |
| ---------------- | ------- | ----- |
| 日本短波放送     | 1,320株 | 33.0% |
| 日本経済新聞社   | 1,320株 | 33.0% |
| テレビ東京       | 0,600株 | 15.0% |
| テレビ大阪       | 0,240株 | 06.0% |
| テレビ愛知       | 0,160株 | 04.0% |
| QUICK            | 0,120株 | 03.0% |
| 東京証券会館     | 0,080株 | 02.0% |
| 東京工業品取引所 | 0,080株 | 02.0% |

## 当時の放送体系
論理チャンネル枠 - 30x
無料放送。
- 300ch「マーケットチャンネル」として東京、ニューヨークのマーケット情報を中心に編成（放送時間：平日 24時間放送（5:45起点。月曜のみ6:00開始）、土曜 5:45（起点） - 20:00、日曜 7:30（第2週だけ6:40） - 19:25）。
- 301ch「カルチャーチャンネル」としてアニラジ、医学、アジア情報などを中心とした放送を実施（放送時間：平日 9:00 - 22:30（金曜のみ23:30）、土曜 7:30 - 23:00、日曜 7:30 - 22:30）

またBSデジタル放送の特徴である連動データ放送により、株価情報などのサービスも行っている。
アニメ声優番組には「デジタルボイスステーション」という名称が付けられていた。
開局当初は中央競馬実況中継（301chが関東、300chは関西）も行っていたが、2003年12月をもって終了した。
なお、300ch「マーケットチャンネル」は、移動体向け衛星放送・モバHO!の402chでサイマル放送されていた（2006年3月26日で終了）。

## 関連事項
- デジタルたんぱ